# Habrocestum simoni
Habrocestum simoni là một loài nhện trong họ Salticidae.
Loài này thuộc chi Habrocestum. Habrocestum simoni được Raymond Comte de Dalmas miêu tả năm 1920.